# Уня (Великопольське воєводство)
Уня (пол. Unia) — село в Польщі, у гміні Стшалково Слупецького повіту Великопольського воєводства.
Населення — 55 осіб (2011).
У 1975—1998 роках село належало до Конінського воєводства.

## Демографія
Демографічна структура станом на 31 березня 2011 року:
|          | Загалом | Допрацездатний вік | Працездатний вік | Постпрацездатний вік |
| -------- | ------- | ------------------ | ---------------- | -------------------- |
| Чоловіки | 29      | 8                  | 17               | 4                    |
| Жінки    | 26      | 3                  | 18               | 5                    |
| Разом    | 55      | 11                 | 35               | 9                    |